# St. Louis Battlehawks
| St. Louis Battlehawks                                                                     | St. Louis Battlehawks                                                   |
| Gegründet 2018 Spielen in St. Louis, Missouri                                             | Gegründet 2018 Spielen in St. Louis, Missouri                           |
| ----------------------------------------------------------------------------------------- | ----------------------------------------------------------------------- |
| \| \| \| \| \| \|                                                                         |                                                                         |
| Liga                                                                                      |                                                                         |
| - XFL (2020–2023) East Division (2020) North Division (2023) - UFL (2024–) XFL Conference |                                                                         |
| Personal                                                                                  |                                                                         |
| Besitzer                                                                                  | Alpha Acquico, LLC (RedBird Capital, Dwayne Johnson, Dany Garcia)       |
| Head Coach                                                                                | Anthony Becht                                                           |
| Teamgeschichte                                                                            |                                                                         |
| Teamnamen                                                                                 | - St. Louis BattleHawks (2020–2023) - St. Louis Battlehawks (seit 2024) |
| Erfolge                                                                                   |                                                                         |
| Meisterschaften (0)                                                                       |                                                                         |
| Play-off-Teilnahmen (1) UFL 2024                                                          |                                                                         |
| Stadien                                                                                   |                                                                         |
| The Dome at America’s Center                                                              |                                                                         |
|                                                                                           |                                                                         |
|                                                                                           |                                                                         |

Die St. Louis Battlehawks sind ein American-Football-Team aus St. Louis, Missouri. Das Team wurde 2020 als Teil der wieder gestarteten XFL gegründet und spielt seit 2024 in der Nachfolgeliga United Football League (UFL). Das Team trägt seine Heimspiele im The Dome at America’s Center aus, dem ehemaligen Spielort der St. Louis Rams, bevor diese nach Los Angeles umgezogen.

## Geschichte
St. Louis schloss sich Dallas, Seattle, Houston, New York City, Los Angeles, Tampa Bay und Washington, D.C. als Gründungsstädte der Liga an.
Die BattleHawks sind das einzige XFL-Team, das seinen Markt nicht mit einem aktuellen Franchise der NFL teilt. St. Louis war 1923 Heimstätte von NFL-Football mit den All-Stars, 1934 mit den Gunners, 1960 bis 1987 mit den Football Cardinals und erneut von 1995 bis 2015 mit den Rams, die in der Saison 2016 nach Los Angeles umgezogen sind. Es gibt eine erhebliche negative Stimmung gegen die NFL in St. Louis, da sowohl die Cardinals als auch die Rams in neue Städte umgezogen sind und auf eine Spaltung zwischen den Eigentümern der Teams und den Stadt- und Bezirksregierungen von St. Louis verwiesen, bezüglich der Bereitstellung eines neuen Stadions und dem inakzeptablen Zustand des Dome im America’s Center. Da St. Louis eine der jüngsten Städte war, die ein NFL-Team mit für XFL-Verhältnisse akzeptablen Einrichtungen verloren hat, wurde das Gebiet als gute Wahl angesehen, um von einem neuen Footballmarkt zu profitieren.

### Saison 2020
Am 18. April 2019 wurde Jonathan Hayes, ein ehemaliger NFL-Tight End, als Head Coach des Teams bekannt gegeben.
Ihr erstes Spiel in der Geschichte gewannen die BattleHawks am 9. Februar 2020 mit 15:9 gegen die Dallas Renegades. Aufgrund der Covid-19-Pandemie wurde die Saison 2020 nach fünf Wochen abgebrochen. Zu diesem Zeitpunkt hatte St. Louis eine Bilanz von 3 Siegen zu 2 Niederlagen und stand auf dem zweiten Platz der East Division.

### Saison 2023
Nach dem Eigentümerwechsel der XFL und dem Wegfall der meisten Bestimmungen zur Eindämmungen der Pandemie wurde der Ligabetrieb 2023 wieder aufgenommen. Die BattleHawks sind seitdem in der North Division. Außerdem sind sie eines von drei Teams, welches nicht umgezogen ist, umbenannt wurde oder sich auflöste.

## Statistiken

### Spielzeiten
| Saison | Liga  | Division/Conference | Platz | Spiele | S  | N | SQ    | P+  | P−  | Diff | Postseason    |
| ------ | ----- | ------------------- | ----- | ------ | -- | - | ----- | --- | --- | ---- | ------------- |
| 2020   | XFL   | East Division       | (2.)  | 5      | 3  | 2 | 0,600 | 97  | 77  | +20  |               |
| 2023   | XFL   | North Division      | 3.    | 10     | 7  | 3 | 0,700 | 249 | 202 | +47  |               |
| 2024   | UFL   | XFL Conference      | 1.    | 10     | 7  | 3 | 0,700 | 260 | 202 | +58  | 15:25 Brahmas |
| 2025   | UFL   | XFL Conference      |       |        |    |   |       |     |     |      |               |
| Summe  | Summe | Summe               | Summe | 25     | 17 | 8 | 0,680 | 606 | 481 | +125 | 0-1           |

### Direkter Vergleich
|                            | Sp | S | N | SQ    | P+  | P–  | PDiff | Postseason  |
| -------------------------- | -- | - | - | ----- | --- | --- | ----- | ----------- |
| New York/Orlando Guardians | 2  | 2 | 0 | 1,000 | 82  | 37  | +45   |             |
| Vegas Vipers               | 2  | 2 | 0 | 1,000 | 50  | 23  | +27   |             |
| Memphis Showboats          | 1  | 1 | 0 | 1,000 | 32  | 17  | +15   |             |
| Houston Roughnecks (UFL)   | 1  | 1 | 0 | 1,000 | 22  | 8   | +14   |             |
| San Antonio Brahmas        | 3  | 3 | 0 | 1,000 | 62  | 51  | +9    | 0-1 (15:25) |
| Dallas/Arlington Renegades | 4  | 3 | 1 | 0,750 | 98  | 80  | +18   |             |
| Seattle (Sea) Dragons      | 3  | 2 | 1 | 0,667 | 55  | 64  | –9    |             |
| Houston Roughnecks (XFL)   | 2  | 1 | 1 | 0,500 | 48  | 43  | +5    |             |
| DC Defenders               | 5  | 2 | 3 | 0,400 | 125 | 110 | +15   |             |
| Michigan Panthers          | 1  | 0 | 1 | 0,000 | 16  | 18  | –2    |             |
| Birmingham Stallions       | 1  | 0 | 1 | 0,000 | 26  | 30  | –4    |             |

Kursiv geschriebene Teams sind inaktiv.

## Stadion
Der Dome im America’s Center wurde ursprünglich für die Rams und als Ergänzung zum angrenzenden St. Louis Convention Center gebaut. Nach dem Abgang der Rams veranstaltete der Dome weiterhin eine Vielzahl anderer Veranstaltungen, so dass das Stadion für die Saison 2019 kein Team in der ehemaligen Alliance of American Football aufnehmen konnte. Die XFL zahlt 800.000 US-Dollar Miete für die Nutzung des Dome (eine Pauschalgebühr von 300.000 US-Dollar plus 100.000 US-Dollar für jedes Spiel), um alle Einnahmen aus dem Ticketverkauf zu erhalten. Die St. Louis Convention and Visitors Commission wird Konzessions- und Parkeinnahmen behalten. Für XFL-Spiele hat der Dome eine reduzierte Kapazität, ähnlich wie die frühere Nutzung des Alamodome durch die San Antonio Commanders und die von Orlando Rage im Citrus Bowl der XFL, wodurch die Kapazität des Stadions auf rund 28.000 gesenkt wurde. Zusammen mit dem CenturyLink Field ist der Dome einer von zwei XFL-Veranstaltungsorten in der Innenstadt. Nach zwei aufeinanderfolgenden Ausverkäufen der unteren Ränge begannen die Stadtbeamten einige Abschnitte der oberen Decks zu öffnen, um mehr Fans unterzubringen, während die intime Atmosphäre, die die Liga anstrebt, beibehalten wurde.
Das Team nutzt den Rams Park in Earth City als Trainingsanlage. Seit dem Weggang der Rams wird die Anlage vom Lou Fusz Soccer Club genutzt.
Die Liga teilte zudem mit, dass, sollte St. Louis ein Franchise für eine Major-League-Soccer-Mannschaft gewinnen (welches 2023 mit dem 2018 gegründeten St. Louis City SC realisiert wird), die XFL daran interessiert wäre, die BattleHawks im St. Louis MLS Stadium, mit seinen neuen Annehmlichkeiten, besserer Beleuchtung und höherer Kapazität spielen zu lassen. Drei XFL-Teams teilten sich für die Eröffnungssaison die Stadien mit MLS-Teams.

## Fans
Die BattleHawks führen jedes andere Team in Followern auf Twitter und Instagram an. Die Fangemeinde hat soziale Medien auch dafür genutzt, um Fans gegnerischer Teams zu belästigen. In der Eröffnungswoche hatte der St. Louis-Medienmarkt die meisten Fernsehzuschauer.